# Бичламар
Бичламар — пиджин на основе английского языка. Распространился в начале XIX в. в прибрежных районах Океании; возник как средство коммуникации между коренными жителями и командами европейских китобойных и торговых судов.
Одним из объектов меновой торговли был сушёный трепанг, к франц. названию которого (bêche-de-mer) и восходит слово «бичламар».
К середине XIX в. бичламар почти вышел из употребления в Микронезии и Полинезии, а использование его в Меланезии интенсифицировалось, особенно после того как с 1864-67 аборигены Новых Гебридов, Соломоновых островов и ряда других районов начали вербоваться для работы на плантациях, организованных в Квинсленде (Австралия), на Фиджи, в Новой Каледонии, Самоа.
На самоанские плантации после 1885 года рабочая сила завозилась исключительно с архипелага Бисмарка; к местной разновидности бичламара восходит креольский язык ток-писин. На основе варианта бичламара, распространённого в Квинсленде, сложились современные языки бислама и пиджин Соломоновых островов. В XX в. бичламар повсеместно вышел из употребления.